# Championnats du monde de cyclisme sur piste 1911
Navigation
Bruxelles 1910 Newark 1912
Les Championnats du monde de cyclisme sur piste 1911 ont eu lieu à Rome, en Italie.

## Résultats

### Podiums professionnels
| Compétition | Or                          | Argent                | Bronze                       |
| ----------- | --------------------------- | --------------------- | ---------------------------- |
| Vitesse     | Thorvald Ellegaard Danemark | Léon Hourlier France  | Julien Pouchois France       |
| Demi-fond   | Georges Parent France       | Louis Darragon France | James-Henri Moran États-Unis |

### Podiums amateurs
| Compétition | Or                             | Argent                         | Bronze                              |
| ----------- | ------------------------------ | ------------------------------ | ----------------------------------- |
| Vitesse     | William Bailey Grande-Bretagne | Angelo Feroci Royaume d'Italie | Guido Gasparinetti Royaume d'Italie |
| Demi-fond   | Leon Meredith Grande-Bretagne  | Bertus Mulckhijze Pays-Bas     | Pietro Lori Royaume d'Italie        |

## Tableau des médailles
| Rang | Nation          | Or | Argent | Bronze | Total |
| ---- | --------------- | -- | ------ | ------ | ----- |
| 1    | Grande-Bretagne | 2  | 0      | 0      | 2     |
| 2    | France          | 1  | 2      | 1      | 4     |
| 3    | Danemark        | 1  | 0      | 0      | 1     |
| 4    | Italie          | 0  | 1      | 2      | 3     |
| 5    | Pays-Bas        | 0  | 1      | 0      | 1     |
| 6    | États-Unis      | 0  | 0      | 1      | 1     |

## Championnats du monde non officiels
À la suite des championnats du monde 1910, l'Allemagne annonce son retrait de l'UCI qui elle-même banni les coureurs allemands des compétitions internationales. La Verband Deutscher Radrennbahnen (de), l'association des vélodromes allemands, sous la direction de Ferdinand Knorr, organise alors son propre « championnat du monde » à Dresde en septembre 1911. Lors de la finale de vitesse professionnels, Otto Meyer s'impose devant Walter Rütt et Oscar Peter.